# Солохмир
Солохмир Мирославич — «муж честен», татарский знатный мурза, боярин.
Выехал из Большой Орды, со своим старшим братом Еду-ханом (родоначальник рода Хитрово), к великому князю рязанскому Олегу Ивановичу со своей конной дружиной (1371 год), помог ему изгнать из Переславля Рязанского Владимира Пронского и вновь вернуть себе Рязанское княжество.
Принял крещение с именем Ивана, получил титул рязанского боярина и женился на сестре Олега княжне Анастасии Ивановне, получив в приданое Венев, Ростовец, Верхдерев, Михайлово поле и Безпутский стан.
О значении Салахмира при дворе рязанского князя можно судить по следующему выражению:

Яз, князь великий Олг Иванович, поговоря з зятем своим с Ываном Мирославовичем…— 
На территории Солотчинского женского монастыря была обнаружена (2004 год) надгробная плита Салахмира, в крещении Ивана, принявшего перед своей кончиной схиму с именем Иосиф.
Является родоначальником нескольких дворянских родов.